# Мохаммад-Реза Ареф
Мохаммад-Реза Ареф (перс. محمدرضا عارف, 19 грудня 1951, Єзд, Іран) — іранський державний діяч, політик і академік. Займав пост першого  віце-президента при президенті Хатамі у 2001—2005. Раніше служив міністром технології в першому кабінеті Хатамі. В даний час член Вищої ради культурної революції і Ради доцільності.
За освітою — інженер-електрик, професор  університету Тегерана і Технологічного університету Шаріф. Виставив свою кандидатуру на  президентських виборах 2013.